# Friederike Leue

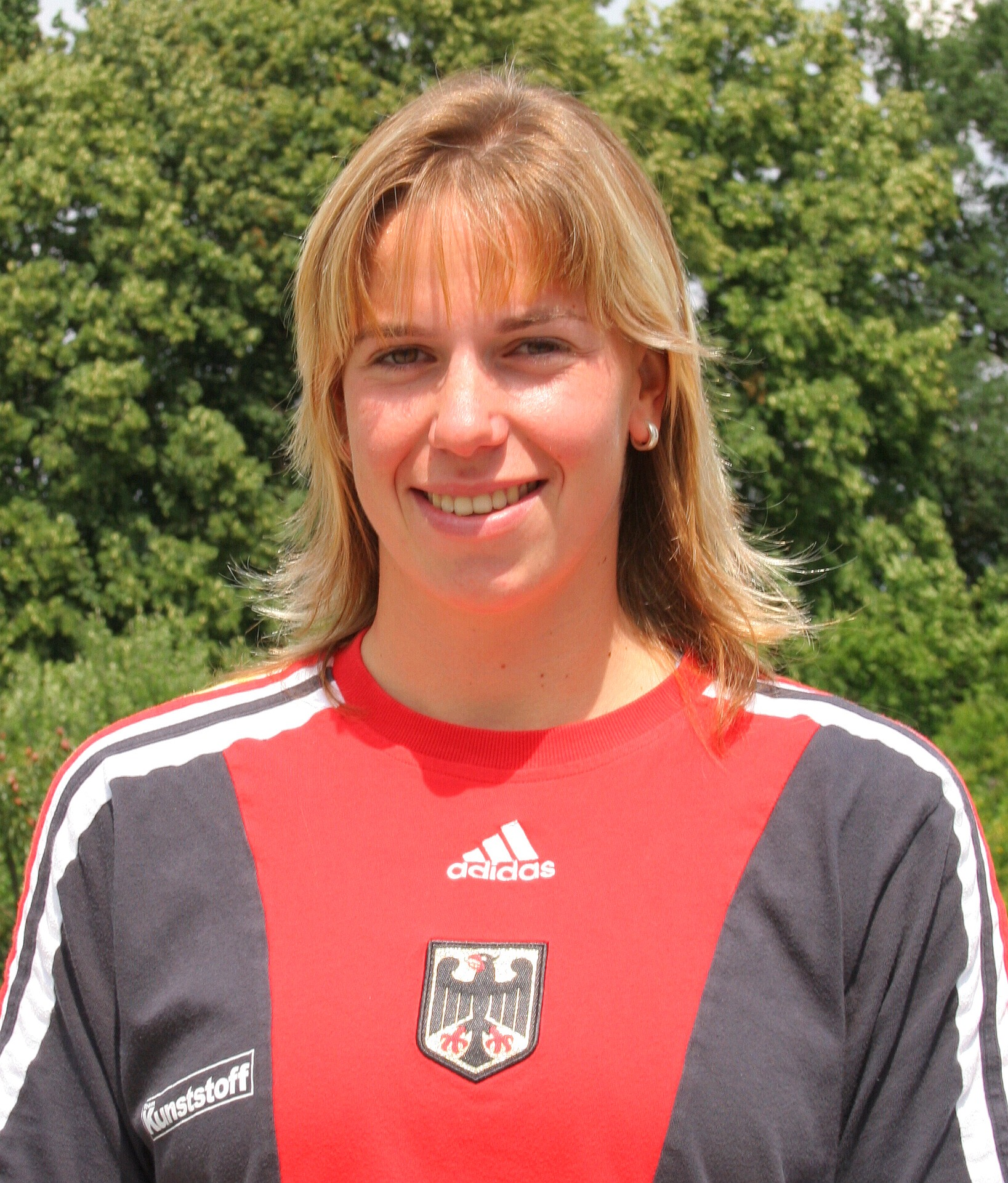
Friederike Leue (2007)

Friederike Leue (* 19. Juni 1984 in Magdeburg) ist eine deutsche Kanutin.
Friederike Leue ist Auszubildende zur Physiotherapeutin. Sie stammt aus einer Kanutenfamilie. Auch ihr Bruder Erik Leue gehört zum Nationalkader Deutschlands, Schwester Romy Leue ist eine Nachwuchsathletin. Alle starten für den SC Magdeburg, wo sie von ihrem Vater von Eckhard Leue trainiert werden. Bei den Kanurennsport-Weltmeisterschaften 2007 in Duisburg startete sie über 1000 Meter im Einer-Kajak und gewann hinter der Ungarin Katalin Kovács die Silbermedaille. Zudem trat sie über dieselbe Distanz im Vierer-Kajak an und wurde mit Gesine Ruge, Marina Schuck und Judith Hörmann Bronzemedaillengewinnerin. Bei der Europameisterschaft des Jahres startete sie ebenfalls über beide Strecken und erreicht dort Platz drei im Einer- und Rang zwei im Vierer-Kajak.